# Domesticazione
La domesticazione (o, meno propriamente, addomesticamento) è, in biologia, il processo attraverso cui una specie animale o vegetale viene resa "domestica" (dal latino domus, casa), cioè dipendente dalla convivenza con l'uomo e dal controllo da parte di quest'ultimo. Per molte specie, la domesticazione ha comportato notevoli modificazioni del comportamento, del ciclo biologico e della stessa fisiologia. Alcuni autori, oltre alle specie animali e vegetali, considerano il termine applicabile anche ai fenomeni naturali, come nel caso della domesticazione del fuoco.

## Storia
Dopo l'ultimo periodo glaciale l'uomo iniziò a domesticare stabilmente animali o piante, in almeno 14 siti indipendenti nel mondo. I motivi che portarono a queste attività sono soggetti a diverse ipotesi.
Il primo animale domestico conosciuto sembra essere il lupo-cane, addomesticato circa nel 14000 a.C., presso le popolazioni di cacciatori-raccoglitori, in diverse località: Europa settentrionale e qualche migliaio di anni dopo in Asia nord-orientale.
Vi è una precoce testimonianza dell'addomesticamento delle api, in forma di pitture murali, datate attorno al 13000 a.C. I successivi tre - la capra, la pecora e il maiale - furono addomesticati intorno al 10-8000 a.C., indipendentemente nel Levante e in Asia. 8000 anni fa venne addomesticata la mucca, in India, Medio Oriente e Africa subsahariana. Recenti evidenze archeologiche a Cipro indicano l'addomesticamento di un tipo di gatto circa nel 7500 a.C. Il pollo è stato il primo uccello ad essere addomesticato, si stima circa nel 6000 a.C., in India e nel sud-est asiatico. La prima prova di addomesticamento del cavallo (probabilmente nella Russia settentrionale) si ha circa nel 4000 a.C. Pressappoco alla stessa epoca risalgono l'addomesticamento dell'asino, avvenuto probabilmente in Egitto, e del bufalo d'acqua in Cina. Il lama e l'alpaca sono gli unici animali di grossa taglia addomesticati nelle Americhe, nel 3500 a.C. circa, sulle Ande. Specie locali equivalenti e specie più piccole furono addomesticate dal 2500 a.C.; a questa epoca risalgono gli ultimi addomesticamenti di mammiferi di grossa taglia, il cammello e il dromedario, il primo in Asia centrale e il secondo in Arabia.
I processi di addomesticamento e la distribuzione delle specie domestiche furono entrambi radicalmente influenzati dallo stabilirsi di un contatto regolare tra gli Emisferi Orientale e Occidentale seguendo i viaggi di Cristoforo Colombo. Ciò portò improvvisamente all'aumento della trasmissione di organismi tra gli emisferi Orientale e Occidentale e se ne parla come scambio colombiano.
| Date approssimate e località del primo addomesticamento | Date approssimate e località del primo addomesticamento | Date approssimate e località del primo addomesticamento |
| Specie                                                  | Data                                                    | Località                                                |
| ------------------------------------------------------- | ------------------------------------------------------- | ------------------------------------------------------- |
| Cane                                                    | 15000 a.C.                                              | Varie località                                          |
| Capra                                                   | 10000 a.C.                                              | Asia e Medio Oriente                                    |
| Pecora                                                  | 8000 a.C.                                               | Asia e Medio Oriente                                    |
| Maiale                                                  | 8000 a.C.                                               | Cina                                                    |
| Vacca                                                   | 8000 a.C.                                               | India, Medio Oriente, e Africa subsahariana             |
| Gatto                                                   | 7500 a.C.                                               | Egitto o Cipro                                          |
| Pollo                                                   | 6000 a.C.                                               | Zone sud asiatiche                                      |
| Colombo                                                 | 4500 a.C.                                               | Mesopotamia                                             |
| Cavallo                                                 | 4000 a.C.                                               | Kazakistan                                              |
| Asino                                                   | 4000 a.C.                                               | Egitto                                                  |
| Bufalo d'acqua                                          | 4000 a.C.                                               | Cina                                                    |
| Ape                                                     | 4000 a.C.                                               | Sud-est asiatico                                        |
| Pavone                                                  | 4000 a.C.                                               | India                                                   |
| Lama                                                    | 3500 a.C.                                               | Perù                                                    |
| Alpaca                                                  | 3500 a.C.?                                              | Perù                                                    |
| Baco da seta                                            | 3000 a.C.                                               | Cina                                                    |
| Renna                                                   | 3000 a.C.                                               | Siberia                                                 |
| Cammello                                                | 2500 a.C.                                               | Asia centrale                                           |
| Dromedario                                              | 2500 a.C.                                               | Arabia                                                  |
| Furetto                                                 | 2000 a.C.                                               | Europa                                                  |
| Elefante                                                | 1000 a.C.                                               | India                                                   |
| Gallina faraona                                         | 600 a.C.                                                | Africa occidentale                                      |
| Struzzo                                                 | 100 a.C.                                                | Africa                                                  |
| Tacchino                                                | 100                                                     | Messico                                                 |
| Porcellino d'India                                      | 900                                                     | Perù                                                    |
| Coniglio                                                | 1500                                                    | Europa                                                  |
| Volpe                                                   | 1800                                                    | Europa                                                  |
| Visone                                                  | 1800                                                    | Europa                                                  |
| Criceto                                                 | 1930                                                    | Stati Uniti d'America                                   |
| Cervo                                                   | 1970                                                    | Nuova Zelanda                                           |
| Uccello canoro                                          | ?                                                       | ?                                                       |

Queste date non sono accurate causa mancanza di prove certe. Le stime più recenti indicano che gli animali cominciarono ad essere addomesticati circa 10000 anni fa (8000 a.C.).

## Descrizione
Per estensione, in modo meno preciso, come appunto nel linguaggio figurato, si può parlare anche di "addomesticamento" di specie vegetali o di altri organismi; il termine può essere anche applicato per intendere la trasformazione in "animale domestico" di singoli individui di una specie selvatica.

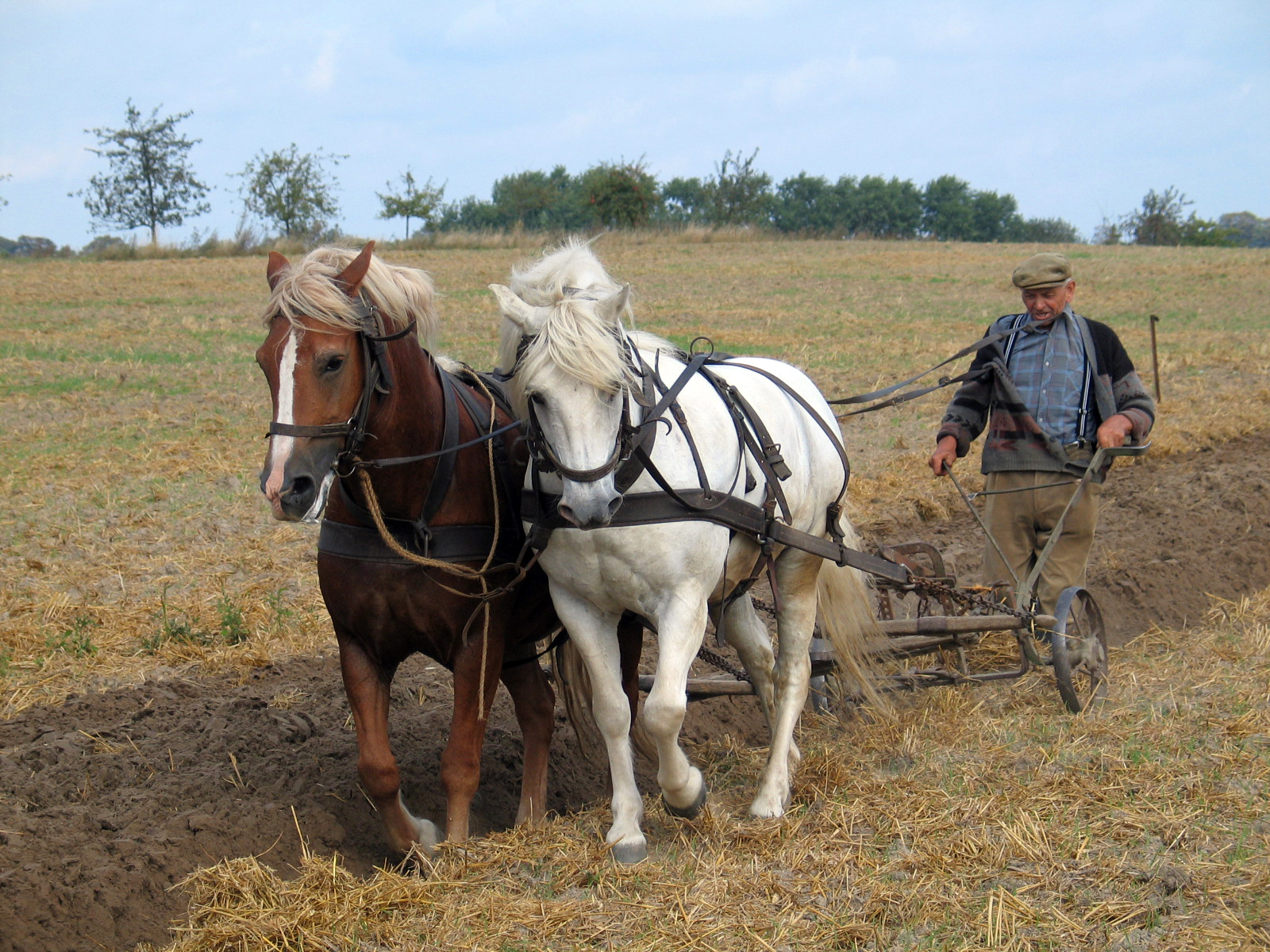
Cavalli utilizzati in agricoltura.

La domesticazione è intesa comunque come un processo che l'uomo mette in atto scientemente per perseguire scopi propri (esclude quindi, per esempio, casi di simbiosi o altre relazioni indesiderate per l'uomo, come quello con i parassiti o virus).
Gli scopi per i quali l'uomo addomestica una specie possono essere estremamente vari. Alcuni animali sono stati storicamente addomesticati per essere usati come mezzo di trasporto di persone o cose (cavallo, asino, dromedario, elefante); altri per essere usati come cibo (vedi allevamento); altri per ricavarne materiali pregiati (per esempio la lana dalle pecore o la seta dai bachi); altri semplicemente per intrattenimento o compagnia; ma questo elenco di motivazioni non è certamente esaustivo.
Nella maggior parte dei casi, la domesticazione di una specie persegue più di uno scopo; un esempio fra tutti è quello del cane, in origine aiutante nella caccia e nella protezione della casa, in seguito usato come animale da compagnia, ma anche con moltissimi scopi specifici (si pensi ai cani da tartufi, cani antidroga e ai cani guida per ciechi).
Concetto correlato all'addomesticamento è l'addestramento, che pur implicando ancora un controllo da parte dell'uomo, ha il significato più specifico di addestrare un animale a fare qualcosa e non implica necessariamente l'abitudine alla convivenza dell'animale con l'uomo.

### Ipotesi su modalità e processi coinvolti
C'è un dibattito tra la comunità scientifica su come funzioni il processo di addomesticamento. Alcuni ricercatori danno credito alla selezione naturale, dove mutazioni al di fuori del controllo umano rendono alcuni membri di una specie più compatibili con le coltivazioni umane o con la vita domestica. Altri hanno mostrato che una selezione artificiale controllata attentamente è responsabile di molti cambiamenti collettivi associati con l'addomesticamento. Queste categorie non sono mutuamente esclusive e sembra che la selezione naturale e quella artificiale abbiano entrambe giocato un ruolo nel processo di addomesticamento nel corso della storia umana.
La selezione del grano dà un esempio di come la selezione artificiale e le mutazioni naturali possano giocare un ruolo chiave nel processo. Il grano selvatico quando matura cade a terra per riseminarsi da solo, al contrario del grano domestico, che rimane sullo stelo anche a maturazione avvenuta. C'è prova che questo cambiamento critico avvenne come risultato di una mutazione casuale all'inizio della coltivazione del grano. Il grano che presentava questa mutazione fu selezionato dall'uomo e divenne molto più utile agli agricoltori, divenendo la base per le varietà coltivate di grano prodotte fin da allora. Con le tecniche di ingegneria genetica, le mutazioni possono essere introdotte dall'uomo in modo artificiale.
L'esempio del cane ha condotto alcuni a pensare che le mutazioni possano essere state la base per altri processi di addomesticamento. Alcuni ritengono che sarebbe stata una mutazione a rendere i lupi meno guardinghi nei confronti degli uomini. Questo avrebbe loro permesso di cominciare a seguire gli uomini per ricercare il cibo nei loro rifiuti. Probabilmente si sviluppò una relazione di tipo simbiotico tra gli uomini e questa popolazione di lupi. I lupi beneficiarono dei resti di cibo degli uomini e gli uomini trovarono che i lupi potevano avvisarli di nemici che si avvicinavano, aiutarli nella caccia, fornire calore o aumentare la loro scorta di cibo. Evolvendosi la relazione, gli uomini cominciarono a crescere i lupi e generare i tipi di cane che oggi conosciamo.
Tuttavia, alcuni ricercatori sostengono l'idea che sia la selezione artificiale, meglio delle mutazioni o della selezione naturale, a spiegare meglio il funzionamento del processo di addomesticamento. Alcuni degli esempi meglio conosciuti in favore della selezione artificiale vengono dagli esperimenti svolti dallo scienziato russo Dmitri Belyaev negli anni cinquanta. Il suo team spese molti anni a selezionare la volpe rossa, scegliendo solo gli individui che mostravano meno paura verso gli uomini. Alla fine, la squadra di Belyaev scelse solo quegli individui che mostravano il comportamento più positivo verso gli uomini. Ottenne, così, una popolazione di volpi il cui comportamento e aspetto erano cambiati in modo significativo. Queste volpi non mostravano più paura degli uomini e spesso scuotevano le loro code e leccavano i loro allevatori umani per mostrare loro affetto. Nonostante il successo di questo esperimento, è chiaro che una selezione artificiale non sempre porta a un addomesticamento. Tentativi di addomesticare vari tipi di animali selvatici sono sempre falliti. La zebra ne è un esempio. Il processo storico di addomesticamento degli animali selvatici non può essere spiegato in pieno con un solo principio. La combinazione della selezione naturale e artificiale ha giocato un ruolo nell'addomesticamento delle varie specie venute a stretto contatto con l'uomo durante i millenni.

### Domesticazione degli animali
Secondo il fisiologo Jared Diamond, le specie animali devono possedere i seguenti requisiti per poter essere addomesticate:
1. Dieta flessibile — Creature che riescono a digerire una grande quantità di fonti di cibo e possono vivere con poco cibo sono meno dispendiose da tenere in cattività. La maggior parte dei carnivori mangia solo carne, che richiede di utilizzare molti erbivori per la sua alimentazione.
2. Tasso di crescita ragionevolmente veloce — Il raggiungimento della maturità veloce se comparato con la vita umana permette interventi di selezione e rende gli animali utili con un accettabile durata di raggiungimento dell'età adulta. Grandi animali come gli elefanti richiedono molti anni prima di raggiungere una dimensione accettabile.
3. Possibilità di essere allevati in cattività — Le creature che sono riluttanti a riprodursi in cattività non producono prole e la loro presenza è limitata alla cattura in natura. Creature come il panda e il ghepardo difficilmente si riproducono in cattività.
4. Buon carattere — Le grandi creature che sono aggressive verso l'uomo sono pericolose da tenere in cattività. Il bufalo africano ha un comportamento imprevedibile ed è altamente pericoloso per l'uomo.
5. Temperamento che renda difficile il panico — Una creatura nervosa è difficile da mantenere in cattività dal momento che tenterà di fuggire se spaventata. La gazzella è molto agile e può compiere ampi balzi che le permettono di scappare da un recinto.
6. Gerarchia sociale modificabile — Le creature sociali che riconoscono una gerarchia di dominanza possono essere allevate in modo da riconoscere l'uomo come loro leader.
7. Strategia di difesa sociale. Se attaccate, alcune specie animali adottano strategie di fuga per dispersione, altre di raggruppamento. Nel primo caso ciascun animale fugge in una direzione differente (è il caso della zebra o del cervo) in modo da costringere i predatori a seguire singoli individui. Altri si raggruppano in mandrie che mettono al centro di un cerchio i membri più deboli (i piccoli) e nel cerchio esterno gli adulti a difesa (bufalo e alcuni ovini). L'istinto di appartenenza a una mandria quindi aiuta nell'addomesticare gli animali: non solo se se ne doma uno (in genere il membro dominante) gli altri seguiranno, ma è più facile e conveniente spronare un'intera mandria in una certa direzione che tentare di andare a catturare i singoli membri dispersi di un branco.

### Gradi di domesticazione
Il confine tra la popolazione degli elefanti selvatica e domestica, per esempio è vago. Ciò è dovuto alla loro lenta crescita. Simili problemi di definizione si trovano, ad esempio, quando i gatti domestici diventano selvatici. Un sistema di classificazione che possa aiutare a risolvere questa confusione può essere questo, presentato secondo un grado di addomesticamento crescente:
- Selvatico: Queste specie hanno tutto il ciclo di vita al di fuori di un intervento umano deliberato.
- Allevato allo zoo o in un orto botanico: Queste specie sono nutrite e talvolta nate sotto il controllo dell'uomo, ma restano un gruppo essenzialmente indistinguibile come aspetto e comportamento dalla loro controparte selvatica. (Occorre notare che gli zoo e i giardini botanici talvolta esibiscono animali e piante addomesticati o rinselvatichiti come dromedari, dingo, cavalli mustang, e alcune orchidee.)
- Allevato commercialmente: Queste specie sono allevate in gran numero per produrre cibo o materie prime, o per il commercio di animali domestici, ma come gruppo non sono sostanzialmente diversi dalla controparte selvatica per l'aspetto o il comportamento. Esempi includono lo struzzo, il cervo, gli alligatori, il grillo, l'ostrica da perla e il pitone reale. (Talvolta si indicano queste specie come "parzialmente addomesticate".)
- Addomesticato: Queste specie o varietà sono nate e cresciute sotto il controllo dell'uomo per molte generazioni e sono sostanzialmente modificate come gruppo per l'aspetto ed il comportamento. Esempi includono i cani, la pecora, la mucca, le galline, cavie e i topi da laboratorio.

Questo sistema di classificazione non tiene conto di varie complicazioni: organismi geneticamente modificati, popolazioni rinselvatichite, e l'ibridazione. Molte specie che sono allevate sono adesso geneticamente modificate. Ciò crea una categoria unica poiché altera gli organismi come gruppo, ma in un modo diverso dal tradizionale addomesticamento. Gli organismi rinselvatichiti sono membri di una popolazione che una volta cresceva sotto il controllo dell'uomo, ma ora vive e si riproduce al di fuori del controllo dell'uomo. Esempi includono mustangs, i mufloni sardi e corsi e probabilmente il dingo Australiano. Gli ibridi possono essere selvatici, addomesticati, o entrambi: una ligre è un ibrido di due animali selvatici, un mulo è un ibrido di due animali domestici, e un beefalo è un incrocio tra un animale domestico e uno selvatico.
Esiste una grande differenza tra un animale domato e un animale domestico. Il termine "domestico" si riferisce ad un'intera specie o varietà mentre il termine "domato" può riferirsi a un solo individuo in una specie o varietà. L'uomo ha domato molte migliaia di animali che non sono mai stati davvero addomesticati. Sono inclusi l'elefante, la giraffa, e l'orso. C'è un dibattito se alcune specie sono state addomesticate o solo domate. Alcuni affermano che l'elefante è stato addomesticato, mentre altri pensano che il gatto non lo sia mai stato. Una linea di demarcazione è se un individuo nato da parenti selvatici ha un comportamento diverso da uno nato da genitori addomesticati. Per esempio un cane è certamente domestico perché anche un lupo (geneticamente l'origine di tutti i cani) allevato da cucciolo sarebbe molto diverso da un cane.

### Limiti della domesticazione
Nonostante il grande entusiasmo sui rivoluzionari avanzamenti dell'agricoltura, poche piante e probabilmente ancora meno animali sono stati addomesticati. Mentre il processo continua con le piante (vari tipi di bacche, ad esempio), esso sembra essere cessato con gli animali. Molti animali "addomesticati" dopo il coniglio (1500 d.C. circa) sono in realtà esperimenti di addomesticazione, che ancora non hanno dato luogo a reali differenze (tramite selezione artificiale di determinate caratteristiche "utili") rispetto alle forme selvatiche. Solo nel caso della volpe argentata siberiana, nel corso del Novecento, si è riusciti ad ottenere una popolazione domestica sostanzialmente differente rispetto a quella selvatica sia nella forma che nel comportamento. Inoltre alcune popolazioni di animali (elefante, ghepardo) sono facilmente addomesticabili individualmente, ma non si prestano ad un reale processo di addomesticamento tramite selezione artificiale e allevamento in cattività, poiché possono riprodursi solo allo stato brado. Nel caso dell'elefante si ricorreva alla liberazione e ricattura, oppure si impediva agli animali domestici di riprodursi legandoli nella stagione degli amori (quando i maschi diventano estremamente aggressivi, talvolta anche contro il loro padrone).
Le specie domestiche, quando vengono selezionate per il comportamento mite, la compagnia o come ornamento invece che per la sopravvivenza, possono ammalarsi facilmente: molte sottospecie di meli o di mucche, ad esempio, rischiano l'estinzione; e molti cani con un grande pedigree sembrano portati per problemi genetici.

#### Malattie trasmissibili
L'avvento della domesticazione, che ha comportato la stretta vicinanza con specie diverse e spesso in situazioni affollate, ha creato l'ambiente ideale per la nascita e la diffusione di malattie anche epidemiche.
Effetti collaterali dell'addomesticamento sono, ad esempio: la vacca ha trasmesso all'umanità varie malattie tra cui poxviridae, morbillo, e tubercolosi; i maiali hanno portato l'influenza e i cavalli i rinovirus. Gli uomini condividono circa sessanta malattie con i cani. Anche molti parassiti hanno la loro origine negli animali domestici.

### Liste
- Addomesticamento del cane
- Animali da compagnia

### Articoli
- Archeologia ambientale
- Armi, acciaio e malattie
- cattività
- Doma gentile del cavallo
- Domesticazione delle piante
- Energia muscolare
- Ibrido
- Orticoltura
- Pedomorfosi
- Storia della cultura materiale
- Volpe rossa domestica